# Nadine Mills
Nadine Mills ist eine britische Schauspielerin.

## Leben und Karriere
Mills wurde in Großbritannien als Tochter jamaikanischer Eltern geboren. 2010 schloss sie die University of Westminster mit einem Bachelor in Contemporary Media Practice ab. Ihr Debüt gab sie 2011 in dem Kurzfilm Drink, Drugs and KFC. Weitere Auftritte folgten in Sable Fable, dem Kurzfilm Malachi und Untamed. 2024 erhielt sie die führende Hauptrolle für die Netflix-Serie Supacell von Rapman über eine Gruppe Schwarzer, die Superkräfte erhalten.

## Filmografie
- 2011: Drink, Drugs and KFC
- 2013: Sable Fable
- 2024: Supacell (Fernsehserie)